# Lutold (St. Gallen)
Lutold war von 1077 bis etwa 1083 Gegenabt des Klosters St. Gallen. Über das Leben vor und nach seiner Tätigkeit in St. Gallen ist nichts bekannt. In den ältesten Äbtelisten fehlt er.

## Wirken
Während der Auseinandersetzungen des Investiturstreits setzte Gegenkönig Rudolf von Schwaben in der Osterzeit 1077 Lutold als Abt des Klosters St. Gallen ein. Von den St. Galler Mönchen, die Position für Heinrich IV. bezogen, wurde er jedoch nicht akzeptiert. In einer symbolträchtigen Aktion zerbrachen sie den Abtstab und verwiesen damit auf die Unrechtmässigkeit seiner Abtwürde. Im September 1077 war der Einfluss Heinrichs IV. wieder so gross, dass er Ulrich von Eppenstein als Abt einsetzte. Lutold floh daraufhin ins Kloster Reichenau. Erneute Versuche, den Gegenabt Lutold in St. Gallen zu installieren, verliefen erfolglos. 1083 ernannte Gegenkönig Hermann von Salm an der Stelle Lutolds den Reichenauer Mönch Werinhar zum Gegenabt in St. Gallen.